# Erythrina haerdii
Erythrina haerdii es una especie de árbol perteneciente a la familia  Fabaceae. Es endémica de Tanzania.

## Descripción
Es un árbol de hasta 8 m de altura,  comienza a florecer antes que las hojas aparezcan, las ramillas jóvenes son de color pardo aterciopelado,  armadas con espinas rectas. Se encuentra bordeando las laderas del valle, a una altitud de 300 a 330 metros.

## Taxonomía
Erythrina haerdii fue descrita por Bernard Verdcourt y publicado en Kew Bulletin 24(2): 285–286. 1970.
Etimología
Erythrina: nombre genérico que proviene del griego ερυθρóς (erythros) = "rojo", en referencia al color rojo intenso de las flores de algunas especies representativas.
haerdii: epíteto